# Niddry Castle

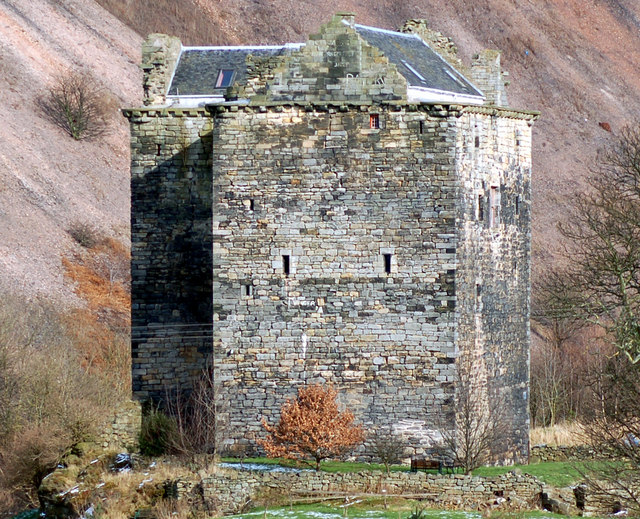
Niddry Castle

Niddry Castle var en befäst borg, belägen mitt emot byn Winchburgh.
Här togs Maria Stuart emot av ägaren, lord George Seton, 7th Lord Seton av klanen Seton sedan hon flytt från Loch Leven Castle 1568.
Hon flydde sedan vidare till Cadzow Castle i Lanarkshire.